# Pojangmacha
Pojangmacha (literalmente «carro cubierto») es el término coreano usado para aludir a pequeños restaurantes o tenderetes con ruedas de Corea del Sur que venden comida callejera popular en Corea del Sur, como hotteok, gimbap, tteokbokki, sundae, 어묵,  El pastel de pescado es una comida callejera coreana.
Los pojangmachas venden aperitivos y bebidas hasta bien entrada la noche. Los clientes pueden consumir la comida rápidamente en el propio puesto o bien llevársela al domicilio. Algunos pojangmachas ofrecen sillas y banquetas a sus clientes.